# Royce White
Royce Alexander White (Minneapolis, Minnesota, 10 de abril de 1991) es un artista marcial mixto retirado y jugador de baloncesto estadounidense. Con 2,03 metros de estatura, juega en la posición de ala-pívot.

## Trayectoria en el baloncesto

### Universidad
White se comprometió con la Universidad de Minnesota, pero no llegó a debutar en el equipo, tras ser suspendido por el mismo debido a un robo de unos pantalones que cometió en un centro comercial. Tras cumplir la suspensión, fue transferido a los Cyclones de la Universidad Estatal de Iowa, donde fue el líder del equipo en su única temporada allí, promediando 13,4 puntos, 9,3 rebotes y 5,0 asistencias por partido, liderando al mismo en las tres categorías, además de en robos de balón y tapones.
Fue incluido en el mejor quinteto de la Big 12 Conference y elegido además debutante del año.

### Profesional
Fue elegido en la decimosexta posición del 2012 por Houston Rockets, pero debido a sus problemas de desórdenes de ansiedad, prefirieron enviarlo a su equipo afiliado de la NBA D-League, los Rio Grande Valley Vipers. Allí pasó la temporada promediando 11,4 puntos y 5,7 rebotes por partido.
En julio de 2013 fue traspasado, junto con los derechos sobre Furkan Aldemir, a los Philadelphia 76ers, pero no llegó a debutar con el equipo. En marzo de 2014 fichó por diez días con los Sacramento Kings, pero fue inmediatamente asignado a los Reno Bighorns de la NBA D-League. Pocos días después fue reclamado por los Kings, con los que disputó tres partidos sin conseguir anotar.
En julio de 2018 se anunció que el Auxilium Torino de la Serie A de Italia lo había contratado, pero el jugador nunca se presentó a los entrenamientos y unas semanas después anularon su contrato.
En 2019 se presentó al draft del BIG3, siendo seleccionado en el primer puesto de la primera ronda por el equipo Enemies. Retornó a la competición en 2021 y 2023, pero esta vez como jugador del equipo Power. 

## Estadísticas de su carrera en la NBA

### Temporada regular
| Año     | Equipo     | PJ | PT | MPP | %TC  | %3P  | %TL  | RPP | APP | ROB | TPP | PPP |
| ------- | ---------- | -- | -- | --- | ---- | ---- | ---- | --- | --- | --- | --- | --- |
| 2013-14 | Sacramento | 3  | 0  | 3.0 | .000 | .000 | .000 | .0  | .0  | .0  | .0  | .0  |
| Total   | Total      | 3  | 0  | 3.0 | .000 | .000 | .000 | .0  | .0  | .0  | .0  | .0  |

## Trayectoria en las artes marxiales mixtas
A comienzos de 2019 publicó el libro MMA x NBA, A Critique of Modern Sport in America en el cual critica a la NBA por bastardear el baloncesto en función del espectáculo y elogia a las artes marciales mixtas por su voluntad de reconocer y premiar la alta competición. Con esa obra White anunció su intención de cambiar de deporte.
Su única pelea tuvo lugar el 10 de diciembre de 2021 contra Daiqwon Buckley, en un evento organizado por la Legacy Fighting Alliance en Prior Lake, Minnesota. Aunque el combate fue parejo, White resultó derrotado por puntos.

## Vida privada
White padece de trastorno de ansiedad generalizada, lo que, entre otras cosas, derivó en que manifestase aerofobia. A raíz de ello ha reclamado que la NBA implemente políticas que velen por la salud mental de los jugadores.

### Política
En mayo de 2020, luego de que se conociese la muerte de George Floyd, White encabezó una manifestación pacífica contra el racismo en Minneapolis, Minnesota. Poco después criticó a sus excolegas de la NBA por no invertir sus fortunas para crear medidas concretas que mejoren la vida de la comunidad afroestadounidense. De todos modos el deportista se alejó pronto del movimiento Black Lives Matter, aproximándose a posiciones de extrema derecha y conspiracionistas.
Asesorado por Steve Bannon y promovido por Alex Jones, se postuló en 2022 como aspirante a miembro de la Cámara de Representantes de los Estados Unidos, por el 5.º distrito congresional de Minnesota. Sin embargo no consiguió la nominación del Partido Republicano, perdiendo en la elección primaria ante Cicely Davis tras haber obtenido sólo el 37% de los votos.
Desde que White se volvió activo en política, suele manifestar sus opiniones en sus apariciones en público usando frases escritas sobre una remera o sobre la parte calva de su cabeza.